# Euxoa maimes
Euxoa maimes là một loài bướm đêm trong họ Noctuidae.